# Luca Tarlazzi
Luca Tarlazzi (Lugo, 1º agosto 1962) è un illustratore e fumettista italiano.

## Biografia
Nato nel 1962, Tarlazzi studiò al Liceo Artistico di Ravenna e iniziò poi a lavorare come fumettista e illustratore proseguendo questa attività per due decenni. Le sue storie sono state pubblicate su riviste non solo italiane in dieci album monografici a fumetti in varie lingue.
Dalla fine degli anni novanta si dedica alla computer grafica. Suoi lavori hanno illustrato copertine di libri di autori del genere fantasy e di romanzo storico. Oltre che nel fumetto ha operato nel tatuaggio, nella scultura, nella pubblicità e nell'animazione; ha eseguito performance live. Ci sono monografie dedicate al lavoro in computer grafica e ai tattoo-flash.

## Opere

### In italiano
Luca Tarlazzi pubblicò per ogni numero della rivista mensile Selen, uscita per l'editore 3ntini tra il 1994 e il 2000, un episodio a fumetti centrato sull'omonima protagonista, ispirata all'ex-pornodiva Luce Caponegro. Questi episodi vennero in seguito riuniti raccolte e volumi monografici.
Tra le altre pubblicazioni in italiano di Tarlazzi possono essere citate:
- 1996 Nuvola bianca di Luca Tarlazzi (avventura erotica nel vecchio West)
- 1996 Tentatives de charme di Luca Tarlazzi (raccolta di storie brevi)
- 1998 Axu il trigabolo di Trentini-Tarlazzi (racconto epico-erotico di Axu, guerriero celtico del 219 a.C.)
- 1999 Visioni celtiche di Luca Tarlazzi (illustrazioni digitali di ambientazioni e manufatti celti)
- 1999 Fantastoria di Luca Tarlazzi (illustrazioni 3D storico-fantasy)
- 2000 Services compris di Luca Tarlazzi (raccolta di storie brevi) in Italia Selen Comix 1 di Luca Tarlazzi
- 2000 Dinosauri 3D di Luca Tarlazzi (illustrazioni 3D)
- 2000 Immagini 2001 Calendario FAAC: illustrazioni 3D di Luca Tarlazzi (6 illustrazioni di Mila, bellezza digitale)
- 2006 The best tattoo of Luca Tarlazzi di Luca Tarlazzi (48 pagine di flash per tatuaggi)
- 2006 Templari - 101 domande e risposte di Luca Tarlazzi e Roberto Colla (oltre 60 illustrazioni a colori)

### In francese
- (FR) Luca Tarlazzi, Sex in Italie, Vents d'Ouest, 1996, ISBN 2-86967-459-7.
- (FR) Luca Tarlazzi, Tentatives de charme, Vents d'Ouest, 1998, ISBN 2-86967-687-5.
- (FR) Luca Tarlazzi, Etreintes barbare, Vents d'Ouest, 1999, ISBN 2-86967-779-0.
- (FR) Luca Tarlazzi, Sex in Italie. Tome 1, Dynamite, 2011, ISBN 978-2-915101-60-7.
- (FR) Luca Tarlazzi, Sex in Italie. Tome 2, Dynamite, 2012, ISBN 978-2-915101-70-6.
- (FR) Luca Tarlazzi, Sévices compris, Dynamite, 2013, ISBN 978-2-915101-91-1.
- (FR) Luca Tarlazzi, Sex in Italy. Tomes 3 & 4, Dynamite, 2016, ISBN 978-2-36234-147-2.

### In inglese
- (EN) Luca Tarlazzi, Vixxxen: The Adventures of Selen, Fantagraphics Books, 2000, ISBN 978-1-56097-347-8.

### In spagnolo
- (ES) Luca Tarlazzi, Selen al desnudo, La Cúpula, 1997, ISBN 978-84-7833-233-5.
- (ES) Luca Tarlazzi, Selen pornostar, La Cúpula, 1997, ISBN 978-84-7833-218-2.
- (ES) Luca Tarlazzi, Doble penetración, traduzione di Cristina Macía Orío, La Cúpula, 1998, ISBN 978-84-7833-284-7.